# Karel Němec (malíř)

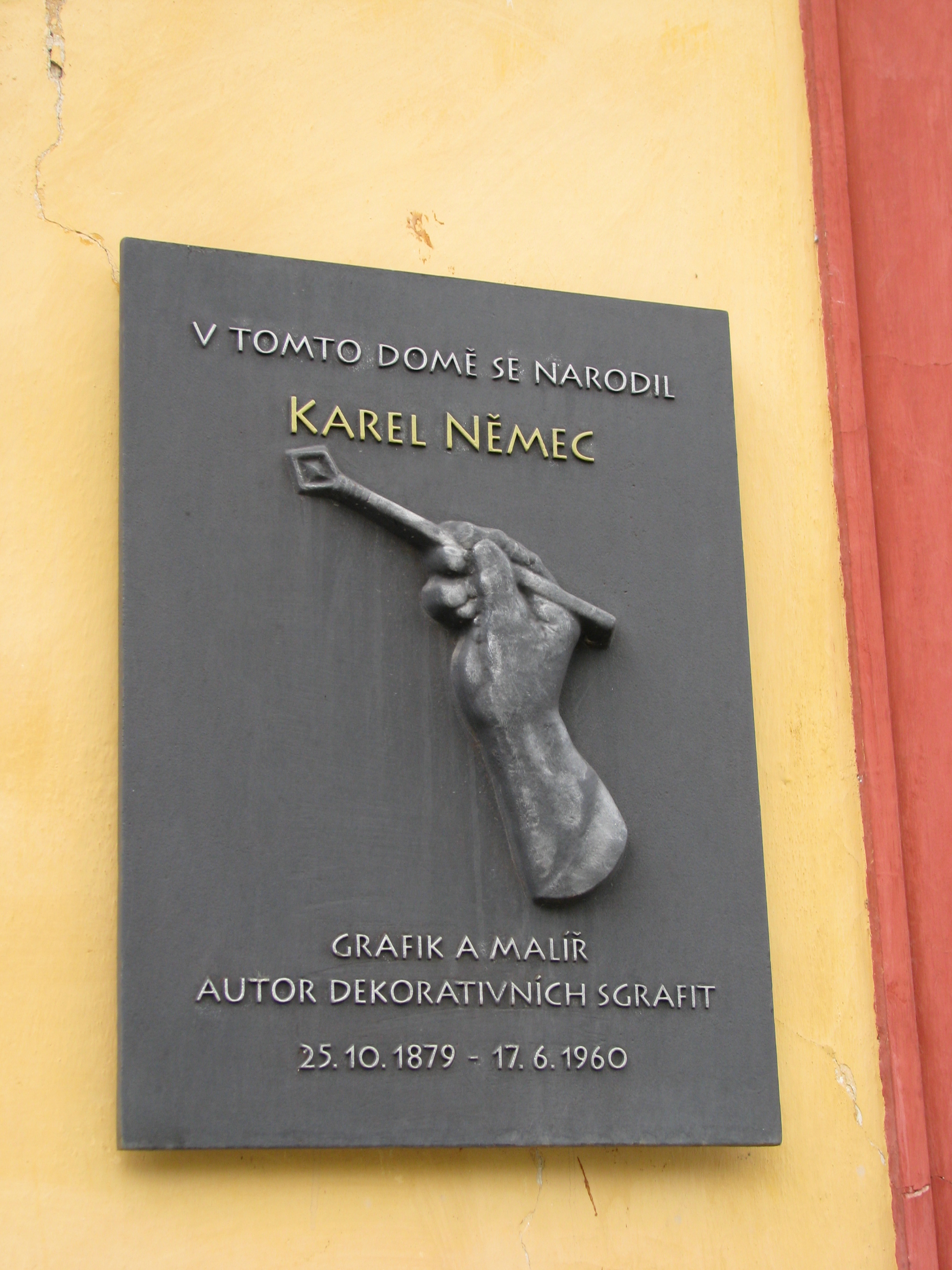
Pamětní deska na domě čp. 40 ve Žďárské ulici v Novém Městě na Moravě

Karel Němec (25. října 1879 Nové Město na Moravě – 17. června 1960 tamtéž) byl český malíř a grafik.

## Život a počátky tvorby
Pod vlivem svých přátel, budoucích umělců: Jana Štursy, Petra a Jaroslava Křičkových či Oldřicha Blažíčka, směřoval své kroky na soukromou malířskou školu Aloise Kalvody v Praze, kterou navštěvoval v l. 1903 až 1909. Praha mu otevřela nové obzory, v roce 1907 byl přijat do spolku Mánes, kde se snažil každoročně vystavovat. Další studia na Umělecko-průmyslové škole již mu nebylo umožněno nedokončit a Němec se vrátil zpět na Vysočinu pomoci svému otci s hospodařením; jeho rodný dům stojí na Žďárské ulici čp. 40.
Po pracovním dnu se věnoval kromě malby také kresbě, zasazoval se o rozvoj Horáckého muzea. Během nasazení na ruské frontě byl zajat na Ukrajině. Vyučoval zde na tovární průmyslové škole kreslení a rýsování, což mu dáválo čas i pro tvorbu. Tvořil především linoryty, ilustrace, obálky knih a portréty.
Po návratu do Nového Města v roce 1919 se již zabýval převážně jen grafikou. Snažil se osvojovat různé postupy tvorby, tvořil různé tematické cykly vycházející z reakcí na jeho život. Byl vášnivým lyžařem a propagátorem tohoto začínajícího sportu, proto opakování motivu v grafické a později ve sgrafitové tvorbě. Vždy se také snažil do svých prací vkládat humor a nadsázku. Velmi rád používal satirického a někdy až škodolibého humoru. Měl mnoho přátel, které obdarovával svými grafikami, či jim tvořil grafiky na zakázku. Navrhoval také dekorace pro ochotnické divadlo (spolek „Klicpera“), zejména pro premiéru dětské opery Jaroslava Křičky Ogaři v roce 1919 v Novém Městě na Moravě.
Cyklem Strašidla (1926) oživil mnoho strašidélek z horáckých pověstí, jako jsou hejkal, bludičky, lesní žínky a další podivuhodná stvoření. Zde již dosáhl určitého řádu ve tvorbě dřevorytu a dřevořezu, který ho oprošťoval od jeho předcházející ilustrativnosti a monumentality.

## Sgrafita
Za nejvýznamnější část jeho tvorby je považována výzdoba novoměstských domů a staveb, většina je dodnes k vidění. Sgrafito, neboli rýsovaná malba, vzniká prorýváním svrchní vrstvy bílé omítky do spodní vrstvy barevné. Karel Němec užívá ve svých realizacích především barvu cihlově červenou nebo hnědou, tou zpravidla ohraničuje motivy i vyplňuje pozadí. Jeho práce bývají také doplněny i o další barvy. Od klasického sgrafita se liší v technickém provedení. Němec pravděpodobně prorýval vlhkou neobarvenou omítku, kterou poté dodatečně probarvoval a koloroval. Tento způsob malby bývá označován jako tzv. nepravé sgrafito, které má velmi podobný konečný výraz. Už za svých studijních let obdivoval a zkoumal fasády měšťanských domů a významných budov v Praze, zaujali ho především ty od Mikoláše Alše. Do jisté míry mohl mít vliv i Hanuš Schwaiger (do jehož ateliéru byl přijat těsně před návratem do rodného města), čerpá z něj patrně postavení figur a členění kompozice.
Jako první dostává zakázku na výzdobu hotelu Panský dům, vzniká tak sgrafito Pijáctví. Na Vratislavově náměstí dále vyzdobil fasádu i interiér kostela sv. Kunhuty (např. sgrafito Sv. Václav a České nebe) a Horácké muzeum. V dalších částech města jsou dochována sgrafita na fasádách těchto objektů: Svatý Václav (hřbitovní kostel Nanebevzetí Panny Marie), Horymír (Makovského ul. čp. 430), Lyžaři (Masarykova ul. čp. 211), Hodování a Muzika (Masarykova ul. čp. 215), Hejkal (Hájkova ul. čp. 401), Bivoj (Štursova ul. čp. 438), Břetislav a Jitka (Štursova ul. čp. 439), Dalibor (Smetanova ul. čp. 459). V blízkých obcích se dochovala sgrafita Sv. Jiří (Fryšava čp. 128), Lyžařství a Turistika (hotel v Rokytně), Písař a Kronikář (Rokytno čp. 48) a Naděje (Zubří čp. 44).
Jeho pole působnosti se rozšířilo i mimo město. Celkem vytvořil 193 obrazů, nejen v 60 místech Vysočiny, ale i Brně, Havlíčkově Brodě a ve Znojmě.

### Seznam realizací v Novém Městě na Moravě
| Fotografie              | Název                            | Rok  | Umístění                                 | Popis                                                                                             |
| ----------------------- | -------------------------------- | ---- | ---------------------------------------- | ------------------------------------------------------------------------------------------------- |
| Panský dům              | Pijáctví                         | 1923 | Panský dům, Vratislavovo náměstí čp. 7   |                                                                                                   |
|                         | Lovecký motiv                    | 1925 | Hotel Německý, Komenského náměstí        | Zelený strom, Rybolov, Honba - dům byl v 90. letech zbořen.                                       |
|                         | Sokolovna                        | 1925 | Sokolovna                                | Sgrafito patrně neneslo žádný název, budova již neexistuje.                                       |
|                         | Hudební pavilon                  | 1925 | Hudební pavilon                          | Sgrafito patrně neneslo žádný název, budova již neexistuje.                                       |
|                         | Sv. Florián, Ten náš život       | 1926 | Žďárská ulice čp. 40                     | Rodný dům Karla Němce - nedochovala se.                                                           |
|                         | Sv. Václav                       | 1927 | Žďárská ulice čp. 46                     | Je zmenšenou verzí, neboli návrhem pro rozměrné sgrafito sv. Václava na věži kostela sv. Kunhuty. |
|                         | Hodování, Muzika                 | 1927 | Hotel Musil, Masarykova čp. 215          |                                                                                                   |
|                         | Hejkal                           | 1927 | Hájkova ulice čp. 401                    |                                                                                                   |
|                         | Horymír                          | 1928 | Makovského ulice čp. 430                 |                                                                                                   |
| Věž kostela Sv. Kunhuty | Věž kostela Sv. Kunhuty          | 1929 | Kostel Sv. Kunhuty, Vratislavovo náměstí |                                                                                                   |
| Kostel Sv. Kunhuty      | Kostel Sv. Kunhuty               | 1929 | Kostel Sv. Kunhuty, Vratislavovo náměstí | Celkově zde Němec pojednal 520 m2.                                                                |
|                         | Lyžaři                           | 1929 | Masarykova ulice čp. 211                 |                                                                                                   |
|                         | Mořské panny                     | 1930 | Masarykova ulice čp. 228                 |                                                                                                   |
|                         | Lyžaři                           | 1929 | Masarykova ulice čp. 204                 |                                                                                                   |
|                         | Lyžař, Dva řemeslníci            | 1930 | Masarykova ulice čp. 211                 |                                                                                                   |
|                         | Sv. Václav                       | 1930 | Hřbitovní kostel Nanebevzetí Panny Marie |                                                                                                   |
|                         | České nebe                       | 1930 | Kostel Sv. Kunhuty, Vratislavovo náměstí | Vnitřní prostor byl oproti venku velice střídmě vyzdoben neobvyklým zobrazením Všech svatých.     |
|                         | Ke chvále Baccha                 | 1931 | Panský dům, Vratislavovo náměstí čp. 7   |                                                                                                   |
|                         | Bivoj, Řeznický znak             | 1934 | Štursova ulice čp. 438                   |                                                                                                   |
| Břetislav a Jitka       | Břetislav a Jitka                | 1934 | Štursova ulice čp. 439                   |                                                                                                   |
|                         | Panna Marie                      | 1934 | Katolický hřbitov                        |                                                                                                   |
|                         | Barvířská dílna, Sv. Kilián      | 1936 | Žďárská ulice čp. 46                     |                                                                                                   |
|                         | Městský znak                     | 1938 | Horácké muzeum                           |                                                                                                   |
|                         | Zednický emblém, Zahradní andělé | 1940 | Šimkova ulice čp. 391                    |                                                                                                   |
|                         | Dalibor                          | 1940 | Smetanova ulice čp. 459                  |                                                                                                   |
|                         | Řeznický znak                    | 1941 | Vratislavovo náměstí čp. 190             |                                                                                                   |
|                         | Žena zalévající květiny          | 1950 | Nečasova ulice čp. 28                    |                                                                                                   |